# 28 Ноября
28 Ноября (исп. Veintiocho de Noviembre) — город и муниципалитет в департаменте Гуэр-Айке провинции Санта-Крус (Аргентина).

## История
Вторая мировая война лишила Аргентину возможности импортировать уголь в нужных для страны масштабах, и привела к необходимости организовать добычу угля на собственной территории. С 1940-х годов в западной части Национальной территории Санта-Крус началась добыча угля в промышленных масштабах.
В 1955 году Национальная территория Санта-Крус была преобразована в Провинцию Санта-Крус. 28 ноября 1957 года была принята конституция провинции.
28 ноября 1959 года, во время празднования 2-й годовщины принятия конституции провинции, несколько угледобывающих посёлков были объединены в город, получивший название «28 ноября».

## Туризм
В настоящее время город посещают множество туристов, учитывая его близость к чилийскому городу Пуэрто-Наталес.